# Bravìo delle Botti
Il Bravìo delle Botti  è la sfida che si disputa ogni anno a Montepulciano tra le 8 contrade di Montepulciano (Cagnano, Collazzi, Gracciano, Le Coste, Poggiolo, San Donato, Talosa, Voltaia), l'ultima domenica di agosto in onore del santo patrono, Giovanni Battista.
Durante la settimana precedente al Bravio, ogni sera, tutte le contrade offrono un menù per la degustazione con i rispettivi piatti tipici. Il giovedì precedente è dedicato allo svolgimento del Corteo dei Ceri. Le serate sono accompagnate da spettacoli e piccoli eventi musicali.

## Etimologia
La parola bravìo deriva dal latino tardo bravīum e si riferisce al premio assegnato alla contrada vincitrice, consistente in un panno dipinto recante l'immagine del patrono della città.

## Storia
Il Bravìo trae le sue origini nel XIV secolo e originariamente, così come il più noto Palio di Siena, era corso con i cavalli. In seguito, verso la fine del XVII secolo, venne soppresso per motivi di ordine pubblico.
La versione attuale risale al 1974 quando un parroco, Don Marcello Del Balio, ebbe l'originale idea di trasformare l'antica corsa di cavalli con la corsa delle botti.
Nel 1993 si è svolto oltre al Bravìo "normale", un Bravìo "straordinario", dedicato a Telethon.

## Svolgimento
La corsa si svolge lungo le vie principali della città: due uomini detti "spingitori" (solitamente atleti, in molti casi maratoneti) spingono una botte del peso di 80 kg per il percorso, lungo circa 1700 metri. La partenza è presso la Colonna del Marzocco, mentre l'arrivo è situato in Piazza Grande, sul sagrato del Duomo di Montepulciano.
La mattina della festa, le contrade si riuniscono in Piazza Grande per assistere all'estrazione dell'ordine di partenza e di sfilata. Alla partenza infatti le botti sono sistemate su due file (parallele) di quattro. Seguono la Sbandierata e la Marchiatura a fuoco delle Botti.
Alle ore 12 si svolge la Santa Messa, durante la quale il vescovo impartisce la benedizione alle contrade, agli spingitori e alle botti.
Dopo il pranzo in contrada, verso le 15.30 comincia il Corteo Storico lungo le vie cittadine: un insieme di colori con personaggi in costume d'epoca, tamburini e sbandieratori.
Alle 19 sono i rintocchi della campana della torre del Palazzo comunale a dare il via alla corsa. Inizia la gara tra l'entusiasmo dei Poliziani che incoraggiano gli spingitori della propria contrada lungo le faticose salite della città.
Dopo la verifica, da parte dei giudici di gara, della regolarità della corsa, viene consegnato il Bravìo alla contrada che per prima è arrivata sul sagrato del Duomo.
Iniziano poi grandi festeggiamenti nella contrada vincitrice. Dopo la cena i contradaioli vittoriosi portano in corteo, sia nel centro storico che nelle altre contrade, il Bravìo appena vinto.

## Albo d'oro
| Anno | Contrada vincitrice |
| ---- | ------------------- |
| 1974 | Gracciano           |
| 1975 | Cagnano             |
| 1976 | Cagnano             |
| 1977 | Cagnano             |
| 1978 | Le Coste            |
| 1979 | Talosa              |
| 1980 | Le Coste            |
| 1981 | Gracciano           |
| 1982 | Poggiolo            |
| 1983 | Le Coste            |
| 1984 | Cagnano             |
| 1985 | Cagnano             |
| 1986 | Cagnano             |

| Anno  | Contrada vincitrice |
| ----- | ------------------- |
| 1987  | Cagnano             |
| 1988  | Poggiolo            |
| 1989  | Cagnano             |
| 1990  | Cagnano             |
| 1991  | Cagnano             |
| 1992  | San Donato          |
| 1993  | San Donato          |
| 1993* | San Donato          |
| 1994  | San Donato          |
| 1995  | San Donato          |
| 1996  | Voltaia             |
| 1997  | Gracciano           |
| 1998  | San Donato          |

| Anno | Contrada vincitrice |
| ---- | ------------------- |
| 1999 | Gracciano           |
| 2000 | Gracciano           |
| 2001 | San Donato          |
| 2002 | Le Coste            |
| 2003 | Le Coste            |
| 2004 | Le Coste            |
| 2005 | Le Coste            |
| 2006 | Le Coste            |
| 2007 | Talosa              |
| 2008 | Talosa              |
| 2009 | Talosa              |
| 2010 | Gracciano           |
| 2011 | Gracciano           |

| Anno | Contrada vincitrice                              |
| ---- | ------------------------------------------------ |
| 2012 | Poggiolo                                         |
| 2013 | Voltaia                                          |
| 2014 | Voltaia                                          |
| 2015 | Poggiolo                                         |
| 2016 | Voltaia                                          |
| 2017 | Voltaia                                          |
| 2018 | Poggiolo                                         |
| 2019 | Voltaia                                          |
| 2020 | non disputato a causa della Pandemia di COVID-19 |
| 2021 | Collazzi                                         |
| 2022 | Talosa                                           |
| 2023 | Voltaia                                          |
| 2024 | Voltaia                                          |